# Pavel Telička
Pavel Telička (Washington D. C., Estados Unidos, 24 de agosto de 1965) es un cabildero checo. Hijo del diplomático comunista checo František Telička, nació cuando su padre trabajaba en la embajada checa en Washington. Está licenciado en Derecho por la Universidad Carolina en Praga.
Entró al servicio del Ministerio de Asuntos Exteriores de Checoslovaquia y más tarde pasó a ser miembro del Partido Comunista. En la cancillería checa vivió los cambios de 1989. 
Posteriormente fue encargado de dirigir la negociación bilateral entre la Unión Europea y la República Checa para conseguir la integración de ese país en el organismo europeo. 
Con la entrada de su país en la UE entró en la Comisión Europea el 1 de mayo de 2004, compartiendo su comisaría con David Byrne durante seis meses. Telička formó parte de la Comisión Europea liderada por Romano Prodi, entre mayo y noviembre de 2004, ocupando la Comisaría de Salud y Protección al Consumidor. Al finalizar su mandato fue substituido como comisario checo por Vladimír Špidla y en su cargo por Markos Kyprianou.
En la legislatura 2014-2019 del Parlamento Europeo ocupa el cargo de eurodiputado por el partido ANO 2011.
- Datos: Q1357170
- Multimedia: Pavel Telička / Q1357170